# Monomma brunneum laosense
Monomma brunneum laosense es una subespecie de coleóptero de la familia Monommatidae.

## Distribución geográfica
Habita en Laos.